# Conocrambus atrimictellus
Conocrambus atrimictellus là một loài bướm đêm trong họ Crambidae.